# Prociphilus probosceus
Prociphilus probosceus är en insektsart som beskrevs av Sanborn 1904. Prociphilus probosceus ingår i släktet Prociphilus och familjen långrörsbladlöss. Inga underarter finns listade i Catalogue of Life.